# F. Javier Gutiérrez
Francisco Javier Gutiérrez, noto come F. Javier Gutiérrez (Cordova, 5 luglio 1973), è un regista, sceneggiatore e produttore cinematografico spagnolo.

## Biografia
Nato a Cordova, Andalusia, si trasferisce a Madrid per studiare legge. Mentre studiava legge ha studiato anche recitazione e nel 2001 ha fondato una propria società di produzione. Nel 2002 ha diritto, scritto e prodotto il suo primo cortometraggio, Brasil, con cui ha ottenuto la ribalta internazionale. Brasil ha vinto il premio per il miglior cortometraggio al Sitges - Festival internazionale del cinema fantastico della Catalogna e ha ottenuto una candidatura al Méliès d'oro.
Nel 2007 inizia dirigere il suo primo lungometraggio Tres días, prodotto da Antonio Banderas, che viene presentato in anteprima nel 2008 al Festival di Berlino nella sezione "Special Panorama". Il film ottiene diversi riconoscimenti, tra cui il premio come miglior film al Trieste Science+Fiction Festival e quattro premi allo Screamfest Horror Film Festival.
Nel 2012 a Gutiérrez è stata affidata la regia del remake de Il corvo - The Crow, basato sull'omonimo fumetto di James O'Barr. Ma nel mese di giugno 2014, Gutierrez ha firmato con la Paramount Pictures per dirigere The Ring 3, terzo film del franchise statunitense The Ring. Gutiérrez manterrà il ruolo di produttore esecutivo del remake de Il corvo - The Crow.

## Filmografia

### Regista
- Brasil (2002) - cortometraggio
- La habitación de Norman (2002) - cortometraggio
- Tres días (2008)
- The Ring 3 (Rings) (2017)

### Sceneggiatore
- Brasil (2002) - cortometraggio
- La habitación de Norman (2002) - cortometraggio
- Tres días (2008)

### Produttore
- Brasil, regia di F. Javier Gutiérrez (2002) - cortometraggio
- Demonic, regia di Will Canon (2015)